# علاقات الهند الخارجية
تعتبر جمهورية الهند من أكثر بلدان العالم الانتخابية الديموقراطية زيادة في عدد السكان ولديها واحدا من أسرع معدلات النمو الاقتصادي في العالم (8.9 % زيادة إجمالي الناتج المحلي في عام 2007، ثاني أسرع اقتصادات العالم الكبرى بعد الصين). وهي ثالث أكبر بلدان العالم من حيث عدد القوات المسلحة، ورابع اقتصاد من حيث تعادل القوة الشرائية، ومن المتوقع أن تصبح قوة عالمية، [ وقوة أوسطية. وأدى تزايد النفوذ الدولي للهند إلى إعطائه صوتا أكثر نفوذا في الشؤون العالمية.

## السياسة

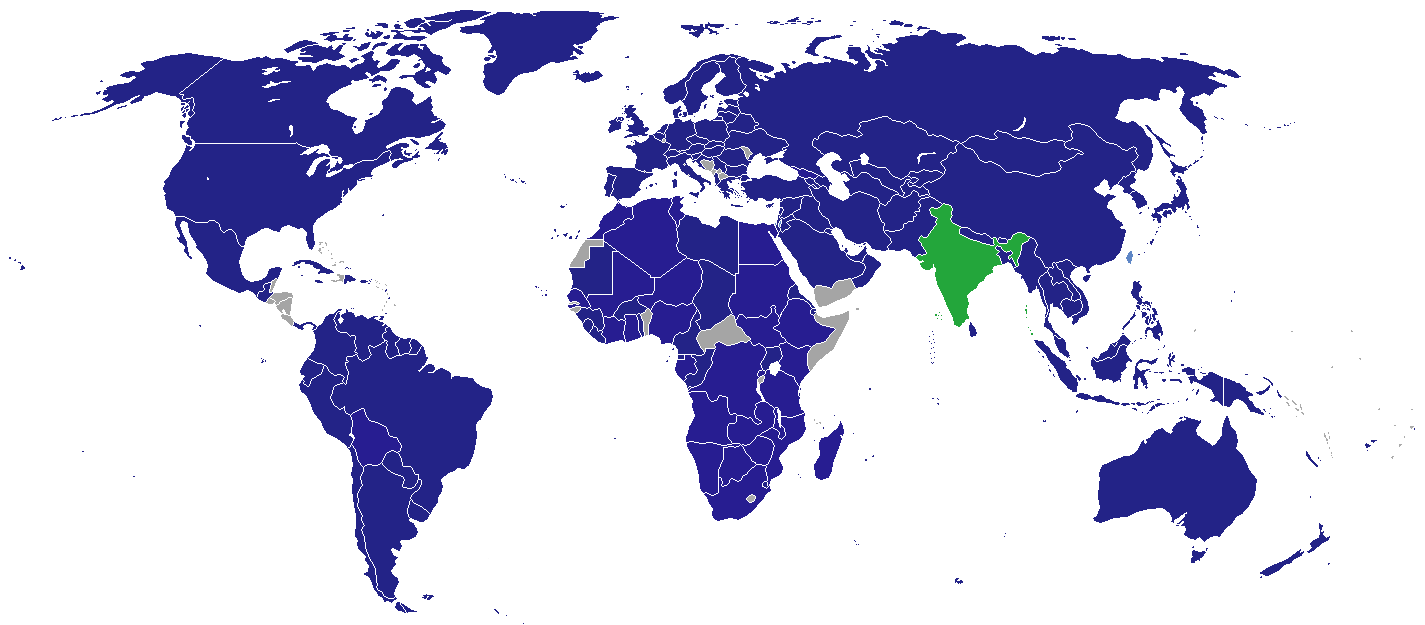
البلدان التي لها علاقات رسمية مع الهند.

### الدور الدبلوماسي

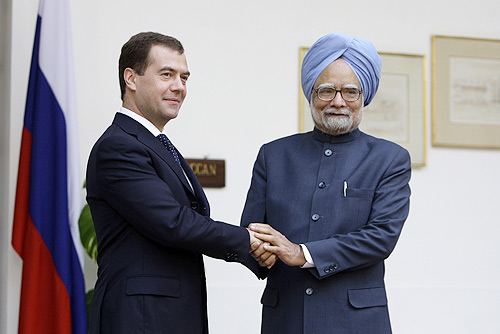
Prime Minister Manmoham Singh with Russian President دميتري ميدفيديف in نيودلهي. The Prime Minister, in collaboration with External Affairs Ministry, handles key foreign policy decisions.

## نظرة عامة
في الخمسينات، تزعمت الهند حركة عدم الانحياز.
```
في عهد حكومة حزب المؤتمر، وريثة غاندي ونهرو، تدير ظهرها لسياسة الدبلوماسية الأخلاقية التي ورثتها من روادها وتتحول إلي قاعدة عسكرية إستراتيجية هجومية في صعود مطرد، بينما ارتفع عدد الدراسات المتخصصة في كبري مجلات دول حلف شمال الأطلنطي.
```

1. الوثائق شبه الرسمية تشير إلي أن المناطق التي تري الهند أنها تمثل أهمية كبيرة لأمنها القومي تشمل: شرق إفريقيا الجنوبية، ومناطق مهمة في إفريقيا الشرقية (أوغندا ـ كينيا ـ تنزانيا), وكذا الجزيرة والخليج، ثم سيريلانكا، نيبال، بورما، ماليزيا وسنغافورة، أي مفاتيح طريق إمداد آسيا الشرقية بالطاقة القادمة من الشرق الأوسط في المقام الأول.[15]
2. ميزانية الدفاع في الهند لعام2009 بلغت29 مليار دولار، وذلك لتمويل قوات مسلحة تعدادها1,3 مليون. الوحدات البرية تشمل تعدادها1,1 مليون تعتمد علي4 آلاف دبابة،2800 مركبة مدرعة،12 ألف قطعة مدفعية،150 مروحية للنقل،3500 صاروخ أرض جو،2300 مدفع مضاد للطائرات.. القوات الجوية تشمل170 ألف رجل يعتمدون علي852 طائرة حربية و280 طائرة نقل هذا بينما تشرع الهند لشراء196 طائرة حربية من ستة مصانع أمريكية، أوروبية، إسرائيلية. والملفت أن البحرية تحظي بالمكانة الأولي فسوف تشمل قريبا حاملتي طائرات ومعها63 سفينة حربية كبيرة و16 غواصة.

وقد بدا الأمر وكأن الجيش الهندي ينسي غاندي ويحلم بالجبروت علي حد تعبير مجلة الموند الدبلوماسي (سبتمبر2009). عند هذا الحد نتساءل: ما الهدف من هذا الصعود الخارق للقوة الاستراتيجية الهندية؟
الإجابة التقليدية هي: باكستان ـ ولكن الواضح أن القوات البرية الهندية متفوقة بشكل هائل علي قو ات باكستان، وكذا من المعروف أن التسلح النووي الهندي يكفي لردع قدرات باكستان. ويري بعض المحللين أن الصراع علي كشمير يساعد علي فهم التصعيد الهندي ولكن الواقع أن القوات الهندية التقليدية تكفي بجميع المقاييس. وهناك رأي يتجه إلي الاهتمام بنمو الوجود الهندي في أفغانستان: هناك مثلا خمس قنصليات للهند علي مساحة الحدود بين أفغانستان وباكستان ومن ورائها عشرات الآلاف من الخبراء العسكريين ينتشرون، يدربون، يوجهون قوات إدارة أفغانستان الموالية للولايات المتحدة وبديهي ان الاهتمام بالحدود الأفغانية، الباكستانية يلبي احتياجات حصار الحركة الإسلامية الاستقلالية في كشمير.
حسنا، ولكن: كيف يمكن تفسير الاتفاق حول الطاقة الذرية السلمية الذي أبرمه كل من الرئيسين جورج دبليو بوش ومانموهان سنغ عام2005 والذي وافق عليه كونجرس الولايات المتحدة عام2005 ؟ الولايات المتحدة ضربت بقواعد معاهدة عدم الانتشار النووي عرض الحائط وسمحت للهند أن تصبح دولة نووية عسكرية مسئولة وهي ثاني حالة في العالم، بعد أن تفردت إسرائيل بهدا الوضع دون تصريح أمريكي بطبيعة الأمر.
ما الهدف من هذه الترسانة النووية في قلب التعبئة العسكرية الهائلة، خاصة فيما يتعلق بسلاح البحرية؟ مجرد الضغط علي كشمير؟ أو صيانة حكم كرزاي في أفغانستان؟ أم أن جوهر الموضوع حسب جميع الخبراء والمحللين في معظم أنحاء العالم هو ان هذه الخطة تهدف الي تحقيق هدفين: السيطرة الكاملة علي مضايق وخطوط الملاحة عبر المحيط الهندي أي السيطرة علي خط حياة الاقتصاد الصيني والآسيوي الشرقي من ناحية، وهي الناحية الرئيسية. أما الهدف الثاني، المواكب وليس الثانوي، فإنما هو دعم الطاقة الاستراتيجية الأمريكية في آسيا الوسطي التي تهدف الي قطع شرايين امداد الطاقة من غرب آسيا وروسيا الي الصين وكذا اليابان وكوريا عبر سيبيريا. ولو تصورنا لحظة مع أدعياء الخبرة الجيوسياسية الحاقدين ان هذا المخطط يمكن أن ينجح في يوم من الأيام، فإن هذا النجاح قد يعني ـ في نظر الواهمين بطبيعة الأمر ـ خنق الصين وآسيا الشرقية والقضاء نهائيا ودون رجعة لظهور أقطاب جديدة للنظام العالمي الجديد، ليس فقط الصين وشرق آسيا وإنما كذلك روسيا ـ بحيث تنفرد الولايات المتحدة وكوكبة حلف شمال الأطلنطي بالسيطرة علي قارة آسيا كلها، مستندة إلي الهند الحليفة الجديدة الصاعدة يدا في يد مع إسرائيل>

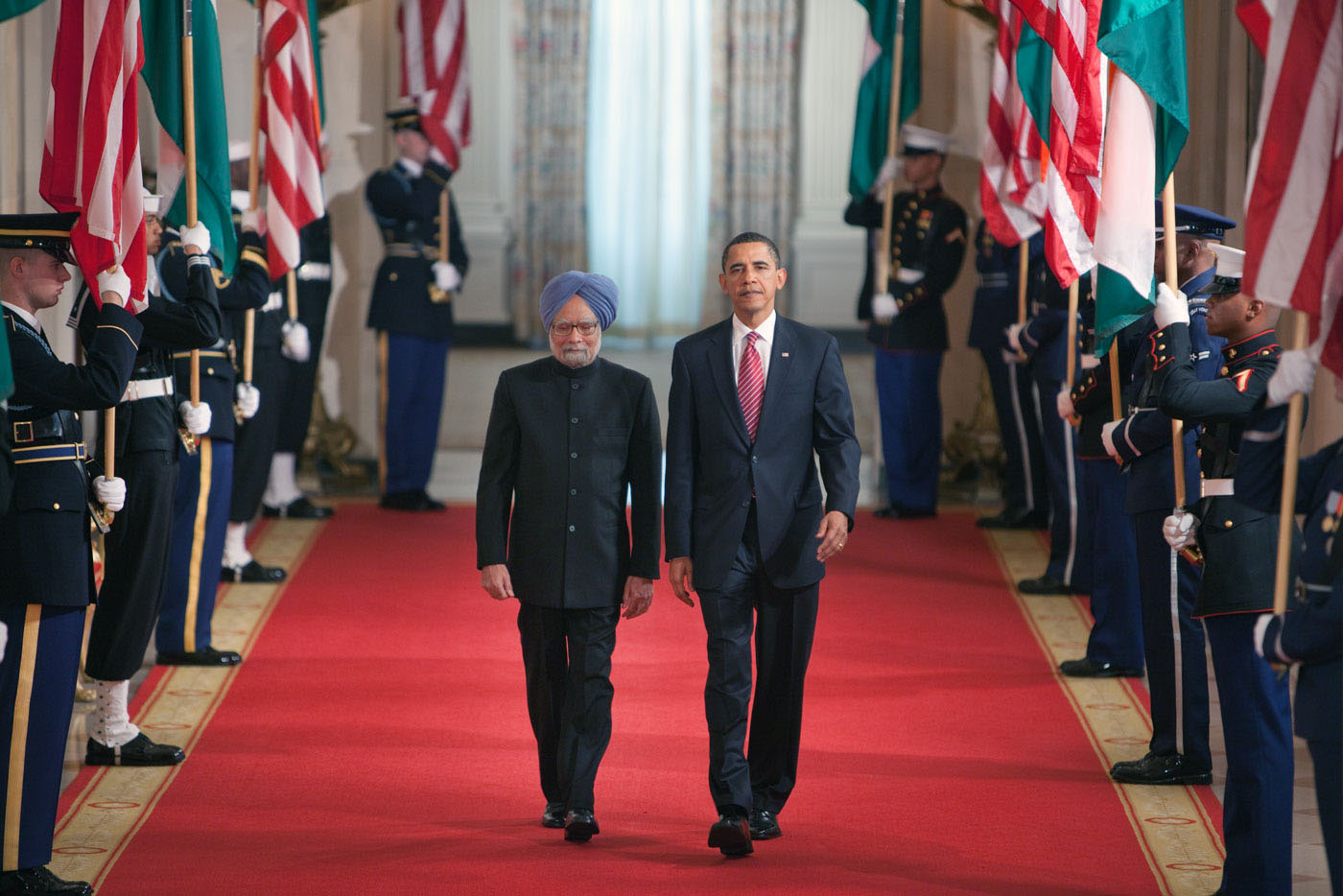
Since the collapse of the Soviet Union, India has forged a closer partnership with Western powers. Shown here are Prime Minister مانموهان سينغ with رئيس الولايات المتحدة باراك أوباما in 2009.

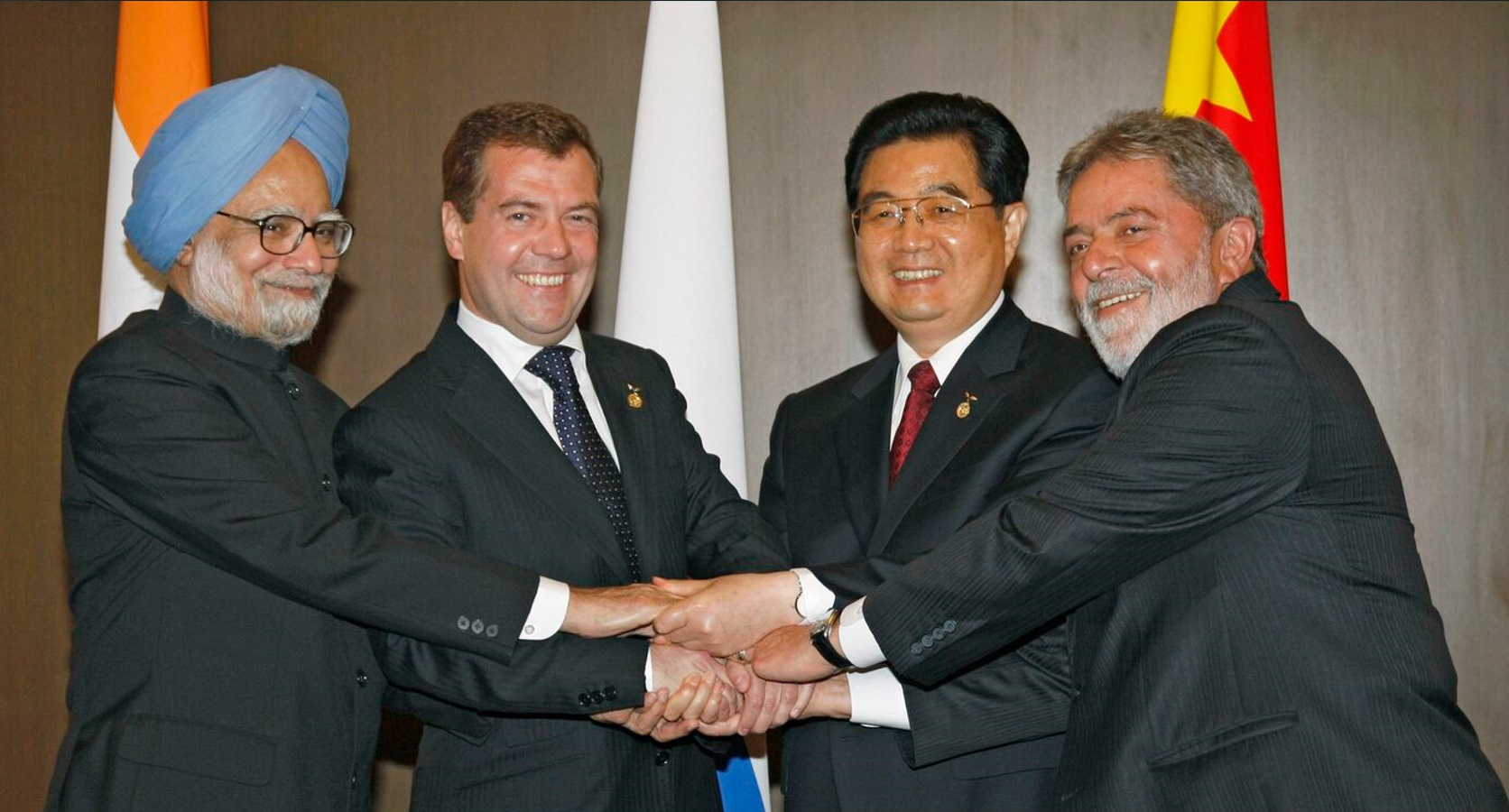
India has often represented the interests of developing countries at various international platforms. Shown here are Prime Minister Manmohan Singh with Dmitry Medvedev، هو جينتاو and لويس إيناسيو لولا دا سيلفا during BRIC summit in 2008.

## العلاقات الثنائية المشتركة

### باكستان
- الحرب الباكستانية الهندية 1947
- الحرب الباكستانية الهندية 1965
- الحرب الباكستانية الهندية 1971

- مشكلة كشمير العالقة.

نهر الإندوس وروافده

- خلافات حدودية حول فيروزبور وباثان كوت
- خلاف حول خور كوري والحدود البحرية في ران كج في الهند.
- تقاسم مياه نهر الإندوس (قناطر ولار) (معاهدة نهر الإندوس).

### أندونيسيا
رجع العلاقات الثنائية بين البلدين لألفي عام. عام 1950، دعا سوكارنو، أول رئيس لإندونسيا، الشعب الإندونيسي والهندي «لتعضيد العلاقات الودية» القائمة بين البلدين «منذ أكثر من ألف عام» قبل أن «تفرق بينهما» القوى الاستعمارية.
للهند سفارة في جاكرتا ولإندونسيا سفارة في نيودلهي. تعتبر الهند أن إندونسيا عضواً رئيساً في آسيان. وقد اتفق البلدان على تأسس شراكة إستراتيجية. يتمتع البلدان بعلاقات تجارية قوية.
وتعتبر الهند وإندونسيا من بين الديمقراطيات الكبرى في العالم. كلا البلدان عضواً في مجموعة العشرين، والبلدان السبع الناشئة، حركة عدم الانحياز، والأمم المتحدة.
تبعاً لاستطلاع الرأي العالمي الذي عقدته بي بي سي في 2013، فإن 51% من الإندونيسيين ينظرون للتأثير الهندي بإيجابية، بينما 21% يعتبرونه سلبياً.

### السعودية
تتمتع المملكة العربية السعودية والهند بعلاقة فريدة ساهمت في تشكيلها روابط اقتصادية واجتماعية وثقافية تاريخية، واتصالات مكثفة بين الشعبين، وتجارة قوية يعود تاريخها إلى عدة قرون. ويقيم في المملكة اليوم أكثر من مليوني مواطن هندي.
ويزور المملكة كل عام أكثر من 170,000 هندي لأداء الحج، كما يزورها كثيرون آخرون لأداء العمرة. هذه التفاعلات تركت تأثيراً قوياً على ثقافتي البلدين.
وعندما قام جلالة الملك عبد العزيز بن عبد الرحمن بن فيصل آل سعود بتوحيد البلاد وتأسيس المملكة العربية السعودية في عام 1932م، أثنى رئيس الوزراء الهندي الأول جواهر لال نهرو على جلالته وأشاد بشجاعته وحنكته السياسية في توحيد الجزيرة العربية.
وفي مايو 1955م، قام صاحب السمو الملكي ولي العهد الأمير فيصل بن عبد العزيز آل سعود، الذي كان يتولى أيضاً منصب رئيس مجلس الوزراء ووزير الخارجية بالمملكة، بزيارة نيودلهي ليضع أسس العلاقات الثنائية في فترة ما بعد الحرب العالمية.
وبعد وقت قصير من ذلك، قام جلالة الملك سعود بن عبد العزيز آل سعود بزيارة إلى الهند لمدة 17 يوماً، مثلت أول زيارة على مستوى رئيس الدولة من أي من البلدين إلى الآخر. وخلال تلك الزيارة التاريخية سافر جلالة الملك سعود إلى عدد من المدن الهندية بما في ذلك نيودلهي ومومباي وحيدراباد وميسور وشيملا وآغرا وعليجار وفاراناسي.
وعندما زار رئيس وزراء الهند جواهر لال نهرو المملكة في عام 1956م لقي استقبالا حاراً وألقى خطاباً أمام تجمع شعبي في ملعب لكرة القدم في جدة، وهو امتياز لم يمنح لأي زعيم زائر آخر.
ومثلت الزيارة التاريخية لخادم الحرمين الشريفين الملك عبد الله بن عبد العزيز آل سعود يرحمه الله إلى الهند في يناير 2006م نقطة تحول في العلاقات الثنائية، حيث اعتبر جلالته الهند بلده الثاني، وكانت مشاركته كضيف شرف في احتفالات الهند بيوم الجمهورية مصدر شرف كبير للشعب الهندي. لقد فتحت هذه الزيارة صفحة جديدة في العلاقات الثنائية، وتضمن «إعلان دلهي» الذي وقعه خادم الحرمين الشريفين الملك عبد الله ورئيس الوزراء الهندي مانموهان سينغ خلال الزيارة رؤيتهما المشتركة بشأن علاقة جديدة.
وتتويجا للتفاعلات الثنائية المكثفة التي أعقبت زيارة الملك عبد الله، قام رئيس الوزراء الهندي مانموهان سينغ بزيارة رسمية هامة إلى المملكة في فبراير 2010م، وقع الزعيمان خلالها على «إعلان الرياض» الذي رفع مستوى العلاقات بين البلدين تمشياً مع الحقائق العالمية الجديدة والفرص المتكشفة في القرن الحادي والعشرين، وأكد أيضاً على أهمية دور الشباب في تعزيز العلاقات بين البلدين.

### المغرب
المغرب لديه سفارة في نيودلهي، كما أن لديه أيضا قنصلية في مومباي.
الهند أيضا لديها سفارة في الرباط. كلا الطرفين هما أعضاء في حركة عدم الانحياز.
المغرب اعترف بالهند في 20 يونيو 1956 وأقيمت  العلاقات الرسمية بين البلدين  في عام 1957.  المغرب والهند تتمتعان بعلاقات ودية  على مدى السنوات.
كما أن العلاقات الثنائية شهدت تطورا كبيرا ونموا ملحوظا.

## الشركاء في الأستراتيجية الهندية

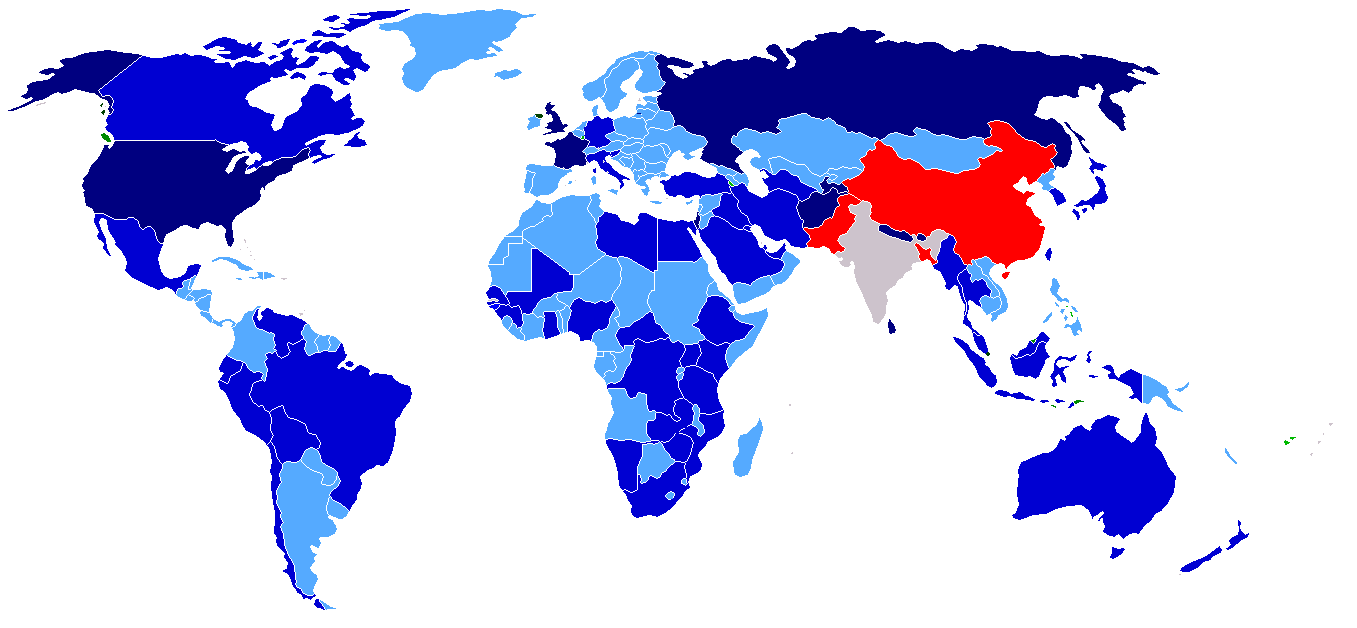
India
Key strategic, military & economic partners
Major economic partners with strategic cooperation
Other economic partners
Countries which have territorial disputes